# Iona (paquebot)
Pour les articles homonymes, voir Iona.

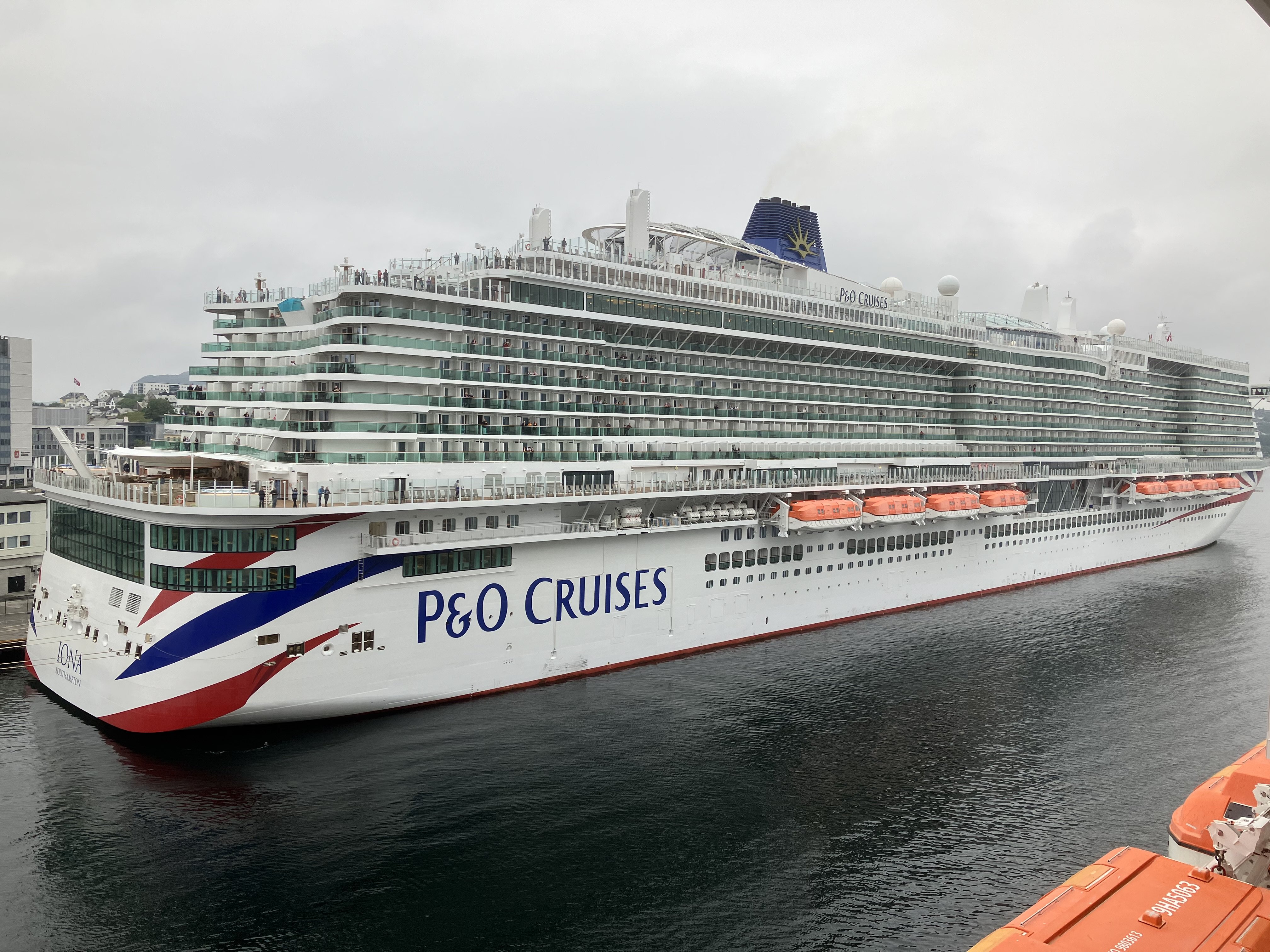
Iona en escale à Ålesund

Iona est un paquebot de croisière opérant pour la compagnie P&O Cruises, une filiale du groupe Carnival. Il fait partie de la Classe Excellence commune à plusieurs autres société de ce groupe (AIDA Cruises, Costa Croisières et Carnival Cruise Lines). Il  a été construit par le chantier naval allemand Meyer Werft à Papenburg.
Livré à l'armateur en octobre 2020, il en est alors le dernier navire et le plus imposant avec ses 344,5 m de longueur, sa jauge de 184.089 GT, également le plus grand navire affecté spécifiquement au marché britannique de la croisière, et même un des plus grands du monde. Son port d'attache est Southampton. Il comporte 2.614 cabines au total et a une capacité de 5.206 passagers. l'Iona était le plus grand navire construit pour le marché britannique,,,.
C'est le premier paquebot construit par Meyer Werft pour P&O Cruises et il est suivi en 2022 par un navire jumeau aux caractéristiques identiques, dont le nom est Arvia, livré en décembre 2022.